# Johan Gothenius

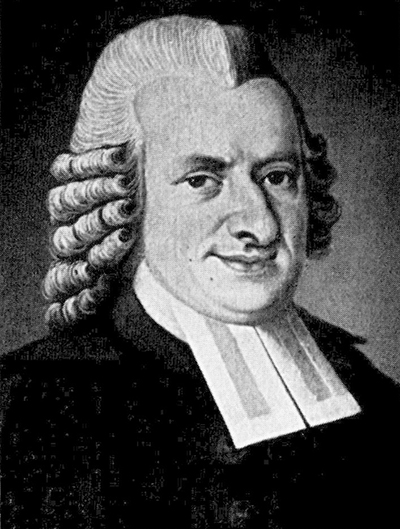
Johan Gothenius

Johan Gothenius, född 21 januari 1721 i Uddevalla, död 23 januari 1809 i Skee, var en svensk präst, pedagog, filolog och publicist

## Biografi
Gothenius studerade vid Lunds universitet, Uppsala universitet och Göttingens universitet. Han blev 1757 magister vid Lunds universitet, 1758 rektor i Marstrand, 1760 vice lektor i Göteborg, 1763 rektor i Göteborg, 1768 lektor i logik och 1773 ledamot av 1773 års bibelkommission. Han utnämndes 1772 till teologie doktor och 1779 till kyrkoherde i Skee. 
Gothenius ansåg vara en ovanligt lärd man. Han intog en jämförelsevis fri ståndpunkt under sin strid med Petrus Munck i Lund angående det hebreiska vokalisationssystemet och under de svedenborgska stridigheterna i Göteborg visade han både insikt och moget omdöme.
Han publicerade också bibelöversättningar och översatte utdrag ur Ossians sånger.